# Jelling
Jelling je mesto v osrednji Jutlandiji na Danskem s 3658 prebivalci (1. januar 2022), v župniji Jelling, približno 10 km severozahodno od Vejleja. Mesto leži 105 metrov nad morjem.
Kraljevi Jelling je eno najpomembnejših danskih arheoloških najdišč. Med največjima danskima grobnicama (severno in južno gomilo) leži kamnita cerkev iz okoli leta 1100 našega štetja, ki je bila zgrajena nad starejšimi lesenimi cerkvami. Pred njim sta Thyrastein in Haraldstein. Skupino cerkve, grobišč in runskih kamnov je UNESCO leta 1994 razglasil za svetovno dediščino. Trg ima kultni pomen že od bronaste dobe. Kraljeva rodbina iz 10. stoletja se po rezidenci Jelling imenuje družina Jelling.

## Zgodovina
Jelling je staro in pomembno zgodovinsko mesto v zgodovini Danske. V vikinški dobi je služil kot kraljevi sedež prvih monarhov Kraljevine Danske.

### Bronasta doba
V Jellingu so v bronasti dobi zgradili grobišče. Sredi 10. stoletja je bil grob iz vikinške dobe vgrajen v današnji severni hrib in hrib je bil v tem kontekstu dvignjen za nekaj metrov.

### Gorm Starejši
Poganski vikinški voditelj Gorm Starejši velja (morda napačno) za prvega danskega kralja in združevalca Danske. Starejši, mitološko preneseni kralji so bili verjetno regionalni vladarji. Legendarna so tudi poročila o Gormu, ki sta jih napisala Svend Aggesen in Saxo Grammaticus v poznem 12. stoletju. Nekaj sodobnih virov o Gormu je več runskih kamnov, najpomembnejši pa so Runski kamni iz Jellinga. Starejšega, tako imenovanega Thyrasteina, je postavil Gorm za svojo ženo Thyro Danebod. Po opisu, ki ga je leta 1591 objavil Heinrich Rantzau, je bilo na severnem griču. Na tem kamnu se Gorm imenuje kralj. Poleg tega je tam prvič najdena beseda DanmarkaR, Danska. S severnim gričem kot središčem je okoli leta 940 verjetno nastala ogromna ladijska postavitev. Z dolžino 356 m in širino okoli 80 m je postavitev ladje največja postavitev, ki so jo kdaj našli.
Med prvimi izkopavanji leta 1820 so na severnem hribu našli razdeljeno leseno komoro, ki velja za dvojni grob. Vendar je bil večinoma prazen. Vse, kar so našli, je bila majhna, dovršeno izdelana srebrna skodelica, ki velja za ključno najdbo sloga Jelling, in ostanki poslikane lesene škatle, obložene s tkanino. Dendrokronološke študije so datirale hrastova debla, iz katerih je bila zgrajena grobna komora, v leto 958/59, kar se ujema z letom Gormove smrti, navedenim v virih. Grobnica je bila izkopana od zgoraj in očiščena le nekaj let kasneje, kar dokazuje kos lesa, ki je bil uporabljen za dviganje zgornjega kamna, datiran iz leta 965. Kosti so bile prekuhane in ponovno pokopane pod novozgrajeno leseno cerkvijo južno od hriba ob hribu, skupaj z dragocenim kosom oblačila in srebrnim koncem jermena, ki ga verjetno lahko pripišemo istemu umetniku kot skodelico. Pokojni je bil star med 35 in 50 let, visok okoli 175 cm in mišičast. Splošno prepričanje je, da je bil to Gorm, ki ga je njegov sin, ki se je spreobrnil v krščanstvo, ponovno pokopal iz grobne gomile v središču svoje nove cerkve. To domnevo podpira tudi napis na velikem kamnu Jelling, ki ga je Harald Modrozobi postavil za svoja starša Gorma in Thyro. Posmrtni ostanki so bili leta 2000 ponovno pokopani v cerkev na tem mestu. Lokacija blizu kornega loka je označena s srebrnim markerjem.
Vprašanje o tem, kje so Thyrini ostanki, ni rešeno. Možno je, da so bili ostanki tistih, ki so domnevno umrli pred njenim možem, preveč razpadli, da bi jih ponovno pokopali. Morda je bil prepovedan tudi ponovni pokop v krščanski cerkvi, saj je pokojnik zavrnil krščanstvo. Vsaj tako nakazuje Thorovo kladivo na runskem kamnu iz Læborga, ki ga je dal postaviti mojster run Rafnunga-Tofi v spomin na Þorwi, drotning sina, Thorwi/Thyro, njegovo ljubico ali kraljico. Verjetno je isti Rafnunga-Tofi na dveh drugih runskih kamnih zapisal, da je zgradil hrib za Thyro.

### Harold Modrozobi
Gormov sin Harald Modrozobi je postal kralj šele pri približno 40 letih in je bil krščen leta 960. Po tem je verjetno naročil tisti ogromen runski kamen, ki se imenuje Haraldstein ali danski krstni kamen. Kamen prikazuje najstarejšo upodobitev Kristusa na Danskem. Raztegnjeni roki v obliki križa se nanašata na križanje, vendar Kristus ni pribit na križ, ampak obdan z viticami, ki morda predstavljajo drevo življenja. Oblečen je tudi v haljo do kolen. Sodobno vzporednico upodobitve oblečenega razpela najdemo v romanski figuri Kristusa, najdeni v Hermannsburgu. Kristus ne nastopa kot trpeči in žrtev, ampak kot močan vladar.
Haraldovo glavno prebivališče je bilo verjetno v Jellingu, ki ga je po dendrokronoloških ugotovitvah razširil od leta 964. Njegove stavbe so vključevale 1440 m dolgo palisado, ki je obdajala 12,5 ha velik, trapezast grajski kompleks, ki je bil znotraj večinoma nepozidan. V njenem središču je bil severni hrib, vzhodna in zahodna stran sta verjetno postavljeni vzporedno s postavitvijo ladje. Južno od hriba je dal zgraditi leseno cerkev - verjetno na mestu starejše kraljeve dvorane - v kateri je okoli leta 965 pokopal svojega očeta. Približno v istem času se je začelo plastenje južnega griča ruše in šote, katerega središče leži na glavni osi ladijskega naselja, a je bilo to delno pozidano. Z višino 10 m in premerom 70 m je ta gomila največja umetna gomila na Danskem iz vikinške dobe in verjetno je trajala leta, da so jo zgradili. Nikoli ni bila uporabljena kot grobišče. O njenem pomenu pa priča dejstvo, da je bil veliki Jellingov kamen postavljen pred cerkvijo natanko na sredini med griči na glavni osi naselja. Po mnenju danskega arheologa Klausa Ebbesena je bila južna gomila spomenik Haraldovi materi Thyri, ki je umrla drugje in ni bila pokopana v Jellingu. Južni hrib je morda služil tudi kot reprezentativen prostor. Vsekakor lahko dvorni kompleks Jelling v svoji drugi gradbeni fazi štejemo za predstavni prostor, vzporeden z otonskimi kraljevimi palačami, s katerimi se je Harald predstavljal kot zakoniti kralj Danske in Norveške ter krščanski vladar po božji milosti, in torej enakopraven z Otonom Velikim, čigar kraljestvo je Danska ogrožala z juga. S tem se ujema sočasna okrepitev Danevirke.

### Sven Gabelbart
Sven Gabelbart, ki se je očitno rodil leta 965 krščanskim staršem, je bil tretji sin Haralda Modrozobega in vodje poganskega nasprotnika. Kralj Harald je bil poražen v boju za oblast med očetom in sinom. Med pomorsko bitko, očitno pri Bornholmu, je bil Harald Modrozobi ranjen in mu je uspelo pobegniti na pomeransko obalo. Po kroniki Adama iz Bremna, napisani leta 1074, je tam umrl 1. novembra 985 ali 986 v Jomsburgu. Kraljevo truplo so prenesli na Dansko in tam pokopali. Njegov sin Sven, kot kasnejši danski kralj, je bil morda graditelj več vikinških gradov v državi - če jih že ni dal Harald, kot nakazujeta radiokarbonsko datiranje in dendrokronologija, vsaj za Fyrkat, Trelleborg pri Slagelseju in Trelleborg v Skaniji. Jelling je pogorel šele kakšnih 30 let po izgradnji. S tem se konča pomen Jellinga, saj so kmetijo preselili v Roskilde, kjer sta Harald in Sven tudi pokopana.

### Poznejše obdobje
Čeprav je Jelling izgubil politični pomen, je ostal kot naselje, za katerega je bila lesena cerkev pred letom 1100 zamenjana z eno najstarejših kamnitih cerkva na Danskem.
Potem ko je bil leta 1994 razglašen za svetovno dediščino, so zahodno od spomenikov odprli muzej, ki je od leta 2015 podružnica Danskega narodnega muzeja kot Kongernes Jelling History and Experience Center. Jelling je znan tudi po Jelling Music Festivalu, tretjem največjem festivalu na Danskem, ki poteka vsako leto od leta 1989.

## Lokacija
Jelling je v občini Vejle in regiji Južna Danska. Mesto je znano predvsem po Runskih kamnih iz Jellinga, narodnih spomenikih na seznamu Unescove dediščine. Do občinske reforme leta 2007 1. januarja 2007 je bil Jelling glavno mesto občine Jelling. Jelling je bil tudi edino mesto v nekdanjem sedežu okraja Vejle za banko – Jelling Sparekasse, ki je imela svoj sedež v mestu do leta 2007, ko se je združila z Den Jyske Sparekasse s sedežem v Grindstedu. Slogan Jelling Sparekasse je bil: »Če bi bil kralj Gorm danes živ ... bi bili verjetno narodna banka države«. En vir vsaj trdi, da je bil Jelling glavno mesto starodavnega danskega kraljestva, ki je bilo znano kot Jellund.

## Infrastruktura
Od Jellinga je 56 km do Herninga in Silkeborga, 80 km do Aarhusa in 10 km do regionalne prestolnice Vejle. Jelling je blizu Østjyske Motorvej – (E45) in Midtjyske Motorvej – (glavna cesta 18). Jelling oskrbuje železniška postaja Jelling, ki je na železniški progi Vejle–Holstebro. Postaje ponujajo neposredne storitve InterCityLyn do Københavna in Struerja, ki jih upravlja železniška družba DSB, ter regionalne storitve vlakov do Vejleja, Herninga in Struerja, ki jih upravlja Arriva.
Leta 2003 je bila občina Jelling prva občina na Danskem, ki je svojim prebivalcem ponudila brezžično internetno povezavo do 4 Mbit širokopasovne povezave na razdalji do 10 km od mesta Jelling.

## Središče mesta
Občina Vejle je izvedla projekt obnove vaškega jedra. Glavna cesta, Gormsgade, je bila zaprta in zgrajena nova obvoznica, ki je pustila prostor za območje spomenikov Jellinga.
Načrt je bil ocenjen na približno 250 milijonov DKK (33,5 milijona €), kar je vključevalo financiranje, ki so ga dodelili država Danska, občina Vejle, škofija Haderslev in druge zasebne ustanove, med njimi AP Møller in Chastine Mc-Kinney Fundacija Møller za splošne namene – ki je za projekt donirala 70 milijonov DKK (10 milijonov €).
Kot dopolnitev sodobnega vaškega življenja je bil zgrajen nov kulturni dom in mestni trg, drugod so bile hiše porušene, da bi naredili prostor za spomeniško območje. Nekatere hiše zgodovinske vrednosti so bile ohranjene v muzeju Den Gamle By v Aarhusu.